# Il nostro pianeta
Il nostro pianeta (Our Planet) è una serie britannica di documentari naturalistici pubblicata dal 2019 per la piattaforma di streaming Netflix. La serie è prodotta da Silverback Films, la casa di produzione di Alastair Fothergill e Keith Scholey, in collaborazione con WWF, e la prima stagione è stata pubblicata interamente il 5 aprile 2019, mentre la seconda è stata pubblicata il 14 giugno 2023.
La serie ruota attorno a temi ambientali mostrando varie specie animali nei loro rispettivi habitat naturali. Si tratta del primo documentario naturalistico distribuito da Netflix.

## Produzione
Il 15 aprile 2015 venne annunciato che il team di sviluppo della serie di documentari per la BBC del 2006 Planet Earth avrebbe prodotto una serie documentaristica in otto episodi per la piattaforma di streaming Netflix, la quale sarebbe stata distribuita nel 2019. La serie è stata girata in più di 50 paesi del mondo, con oltre 600 persone che hanno preso parte alla produzione degli episodi nel corso di quattro anni. La serie focalizza l'attenzione sulla diversità delle specie viventi presenti in natura e degli habitat naturali in tutto il mondo, comprese le zone artiche, il mare profondo, i vasti territori dell'Africa e le variegate giungle dell'America del Sud.
Nel novembre 2018, è stato annunciato che David Attenborough era stato ingaggiato come narratore della serie, che sarebbe stata distribuita a livello globale il 5 aprile 2019.

## Promozione
Il primo teaser trailer de Il nostro pianeta è stato mostrato l'8 novembre 2018. Tre mesi più tardi, il 3 febbraio 2019, è stato pubblicato un secondo teaser trailer, mentre il trailer definito della serie è stato pubblicato il 19 marzo 2019.
La première della serie si è tenuta il 4 aprile 2019 presso il Museo di storia naturale di Londra. Tra gli ospiti che hanno partecipato, mostrando il loro supporto alla lotta contro il riscaldamento globale: il principe Carlo e i suoi due figli William e Henry, il produttore televisivo Charlie Brooker, il calciatore David Beckham insieme al figlio Brooklyn, la cantautrice Ellie Goulding e il narratore della serie David Attenborough.

## Puntate
| nº | Titolo originale           | Titolo italiano           | Distribuzione UK | Distribuzione Italia |
| -- | -------------------------- | ------------------------- | ---------------- | -------------------- |
| 1  | One Planet                 | Una Margherita Greca      | 5 aprile 2019    | 5 aprile 2019        |
| 2  | Frozen Worlds              | Mondi congelati           | 5 aprile 2019    | 5 aprile 2019        |
| 3  | Jungles                    | Giungle                   | 5 aprile 2019    | 5 aprile 2019        |
| 4  | Coastal Seas               | Acque costiere            | 5 aprile 2019    | 5 aprile 2019        |
| 5  | From Deserts to Grasslands | Dai deserti alle praterie | 5 aprile 2019    | 5 aprile 2019        |
| 6  | The High Seas              | Mare aperto               | 5 aprile 2019    | 5 aprile 2019        |
| 7  | Fresh Water                | Acqua dolce               | 5 aprile 2019    | 5 aprile 2019        |
| 8  | Forests                    | Foreste                   | 5 aprile 2019    | 5 aprile 2019        |

## Accoglienza
L'aggregatore di recensioni Rotten Tomatoes riporta un indice di gradimento del 92%, basato su 26 recensioni, con un punteggio medio di 8,33 su 10. Il sito Metacritic, invece, ha assegnato alla serie un punteggio di 88 su 100, basato su sette recensioni.